# Луцій Фурій Медуллін (консул 474 року до н. е.)
Лу́цій Фу́рій Медуллі́н (лат. Lucius Papirius Crassus; V століття до н. е.) — політик, державний та військовий діяч часів ранньої Римської республіки, консул 474 року до н. е.

## Біографічні відомості
Походив із знатного патриціанського роду Фуріїв, його гілки Медуллінів. Про батьків, молоді роки його відомостей не збереглося.
474 року до н. е. його було обрано консулом разом з Авлом Манлієм Вульсоном. Під час каденції Авл Манлій вів успішну війну проти етруського міста-держави Вейї, змусивши останні вести перемовини та укласти мирну угоду терміном на 40 років, тоді як Луцій Фурій залишився в Римі та здійснював керування в місті, зокрема, провів перепис містян. У 473 році до н. е. їх обох було притягнуто до суду народним трибуном Гнеєм Генуцієм за нерозподіл земель поміж плебеями. Утім, в день початку судового засідання Генуцій раптово помер, тому судове переслідування припинилося.
Подальша доля Луція Фурія Медулліна невідома.